# Sonic the Hedgehog (franchise)
A Sonic the Hedgehog japán médiafranchise, amelyet a Sega készített.
A franchise középpontjában a címadó főszereplő áll, egy kék sündisznó, aki a gonosz Dr. Eggman ellen harcol. A sorozat főbb játékai platformjátékok (nagyrészt) a Sonic Team fejlesztésében; a franchise többi játékai spin-offnak számítanak, és több különböző stúdió fejleszti őket. Ezek a játékok a versenyzős, akció, bulijáték ("party game") és a sportjáték kategóriákba tartoznak. A franchise részei még a nyomtatott kiadványok (képregények, könyvek, magazinok), a különféle filmek és televíziós sorozatok, illetve az ajándéktárgyak.
A sorozat első része 1991-ben jelent meg Sega Genesis platformra. A játék a Sega válasza volt a konkurens Nintendo Mario játékaira. Éppúgy, mint a Nintendo számára Mario, Sonic a Sega kabalája lett.
Míg a Sonic-játékok különleges mechanikával és történettel rendelkeznek, egyes elemek (pl. a gyors játékmenet, a gyűrűk, a HP (health points) és a szintek) a franchise összes játékára jellemzőek. A játékok tipikusan arról szólnak, hogy Eggman valamilyen módon meg akarja hódítani a világot, és Sonic-nak le kell győznie.
Az első játékban csak ők ketten szerepeltek, de később egyre több karakter mutatkozott be (pl. Miles Prower, Knuckles és Shadow the Hedgehog, akik saját játékokat is kaptak). A franchise-nak több crossovere is volt más játékokkal. Ezek a játékok a Mario & Sonic, Sega All-Stars és Super Smash Bros. neveken jelentek meg.
A Sonic the Hedgehog a Sega legismertebb és legnépszerűbb játéksorozatának számít; egyben egyike a legnépszerűbb videojáték-franchise-oknak is. A franchise 2016-ban 140 millió dollárt hozott a Sega számára, 2020-ban pedig már több, mint 6 milliárd dolláros bevétellel rendelkezik. A Genesis platformra készült játékokat többen is a kilencvenes évek kultúrájának egyik megtestesítőjének tartják, és a legjobb videojátékok közé sorolják. Habár a későbbi játékok (főleg a 2006-os változat) több kritikát kaptak a a minőség zuhanása miatt, a Sonic nagy hatásúnak számít a videojátékiparban, és a popkultúra része lett, gyakran utalnak rá. A franchise rajongótábora miatt több nem hivatalos Sonic-termék is megjelent (fangame-ek, fan art-ok).